# Шевчики
Ше́вчики — сценічний хоровод-пантоміма, в якому учасники співом і рухами відтворювали роботу шевця; згодом розвинений у танок (музичний розмір 2/3), виконується одинцем або удвох без співу.  Вперше поставлен П. Вірським.